# Alfons Zinser
Alfons Zinser (* 23. Juni 1914 in Allmendingen; † 17. Dezember 1991 in Ravensburg) war ein baden-württembergischer Landtagsabgeordneter der CDU.

## Leben
Zinser wurde 1914 in Allmendingen geboren. Seine Eltern waren Franz Xaver Zinser und Franziska Johanna, gab. Gulde. Nach einer kaufmännischen Ausbildung leistete er 1935 bis 1937 seine Wehrpflicht ab. Danach legte er weitere Prüfungen ab und ging an die Verwaltungsschule, wo er die Beamtenlaufbahn einschlug. Von 1939 bis 1945 leistete er Kriegsdienst, wurde verwundet und kam in Gefangenschaft. Seit 1946 war er Leiter des Arbeitsamtes in Biberach an der Riß. Dort setzte er sich in großem Maße für Arbeitsplatzbeschaffung und Unterbringung von Flüchtlingen ein.  Seit 1956 war er Stadtrat und seit 1959 im Kreisrat. Im Juni 1960 wurde er in den Landtag von Baden-Württemberg gewählt. Dort diente er bis 1972, bevor er ausschied um sich wieder voll um seine Aufgabe im Arbeitsamt zu bemühen.
Er starb am 17. Dezember 1991 in Ravensburg im Alter von 77 Jahren.

## Familie
Alfons Zinser war verheiratet mit Paula, geb. Beck. Mit ihr hatte er die zwei Kinder Margarete und Friedhilde.

## Ehrungen
1969 erhielt er das Bundesverdienstkreuz.